# Huťský Dvůr (Horní Planá)
Huťský Dvůr (německy Hüttenhof nebo také Kaltenbrunn) je zaniklá osada na území města Horní Planá v okrese Český Krumlov.

## Historie
Na počátku 17. století zde založil Niclas Prezyssler sklářskou huť, které se říkalo Planer Glashütten (Pláňská Huť). V roce 1686 byl jako zdejší huťmistr uváděn Mathias Mayr, měšťan v Horní Plané. Ve sklárně byly vyráběny okenní terče a sklenice. V roce 1715 sklárna zanikla a na jejím místě byl postaven hospodářský dvůr. V roce 1792 zde vznikla nová osada pro 15 dřevařů. V roce 1840 zde stálo 57 domů, ve kterých žilo 519 obyvatel. V Huťském Dvoře vznikla i pobočka dvoutřídní školy z blízké Zvonkové, původně fungující jen v zimním období, posléze celoročně. Po vzniku Československa zde byla pro 18 dětí zřízena expozitura české školy.
V roce 1890 zde bylo 75 domů, ve kterých žilo 533 obyvatel, o osmnáct let později zde stálo 76 domů a žilo zde 536 obyvatel.
Dne 23. března 1876 se zde narodil Adalbert Jungbauer, prachatický středoškolský profesor, zabývající se šumavským národopisem (zemřel 9. června 1916 v Chebu, pohřben je v Českém Krumlově). Napsal knihu Vánoční hra na Šumavě (Das Weihnachtßpiel des Böhmerwaldes).
V Huťském dvoře byla také schwarzenberská hájovna, na které v letech 1889 – 1901 sloužil průkopník lyžování na Šumavě a výrobce prvních lyží v Čechách Karl Paleczek.
Huťský Dvůr byl v letech 1869 až1910 uváděn pod názvem Hüttenhof jako osada obce Glöckelberg (Zvonková) v okrese Krumlov, v letech 1921 až 1930 byl osadou obce Glöckelberg v okrese Český Krumlov. V letech 1938 až 1945 byl Huťský Dvůr v důsledku uzavření Mnichovské dohody přičleněn k nacistickému Německu. V roce 1950 byl osadou obce Horní Planá. V roce 1950 zde ještě stálo 39 domů a žilo zde 64 obyvatel. V dalších letech Huťský Dvůr jako osada zanikl.

## Pamětihodnosti
- Památkově chráněný kříž z roku 1852.[7]
- Schwarzenberský plavební kanál

## Turistické informace
Je zde odpočinkové místo a křižovatka značené cyklotrasy 1033 (Nová Pec – Vyšší Brod)  se značenou cyklotrasou 1263 (Bližší Lhota – Huťský Dvůr).